# Pheia costalis
Pheia costalis är en fjärilsart som beskrevs av Rothschild 1911. Pheia costalis ingår i släktet Pheia och familjen björnspinnare. Inga underarter finns listade i Catalogue of Life.